# ブリスコラ
ブリスコラ（Briscola）は、イタリアの代表的なトランプゲームである。トリックテイキングゲームで、カードに点数のあるポイントトリックゲームに属する。日本のツーテンジャックと同様、山札からカードを引いていく点に特徴がある。
イタリアではスコパ・トレセッテと並ぶ国民的ゲームである。

## 概要
ヨーロッパには、エースの次に10が強いタイプのトリックテイキングゲームが多数ある（例: スカート・ピノクル）。このタイプで文献的にもっとも古いのは18世紀はじめのフランスのブリュスカンビーユ（Brusquembille）というゲームで、名前はフランスの著名な役者の芸名（フランス語版記事）に由来する。
ブリュスカンビーユは手札が3枚で、山札から手札を補充していくタイプのトリックテイキングゲームだった。
ブリスコラは古いブリュスカンビーユの特徴をよく残している。ただしラテン式の40枚のカード（8・9・10が存在しない）を使用するため、エースの次に強いのは10ではなく3になっている。
イタリア以外でも、地中海に面した南ヨーロッパの多くの地域で行われている。

## 古典的なルール
2人から4人までで競技する。4人のときは2人ずつチームを組む。6人が3人ずつチームを組むこともできる。カードにはラテンスタイルの40枚のカードを使用する。ラテンスタイルのカードには棍棒・剣・カップ・貨幣の4つのスートがあり、絵札は王(re)・騎士(cavallo、文字通りには「馬」)・歩兵(fante)の3種類がある。数札はA(asso)から7までが存在する。
各カードには点数があり、強いカードほど点数も高い。全部のカードの合計点は120点になる。ヨーロッパのポイントトリックゲームではこのタイプの点数構成はかなり一般的である。
| ランク | A  | 3  | 王(R) | 騎士(C) | 歩兵(F) | 7 | 6 | 5 | 4 | 2 |
| 点数   | 11 | 10 | 4     | 3       | 2       | 0 | 0 | 0 | 0 | 0 |

3人で競技するときは、2を1枚抜く。6人のときは2をすべて抜く。
ラテンスタイルのカードのかわりに通常のトランプから8・9・10を抜いてもよい。

### プレイ
プレイは反時計回りに進行する。
最初のディーラーは何かの方法で決める。以降のプレイではディーラーは反時計回りに移動していく。ディーラーは各競技者に3枚の手札を配り、残りは裏返して山札として積んでおく。山札の一番上のカードをめくり、このカードのスートを切り札とする。切り札のことを「ブリスコラ」と呼ぶ。めくったカードは山札の一番下に、半分見えるように置く。
最初のトリックはディーラーの右隣がリードする。それから反時計回りに1枚ずつカードを出していくが、通常のトリックテイキングゲームと異なり、マストフォロールールは存在しない。すなわち、各競技者はリードと無関係にいつ何のカードを出しても構わない。
切り札が出たときは最高の切り札を出したものがそのトリックに勝つ。そうでないときはリードと同じスートの最強のカードを出したものが勝つ。勝った競技者はその回に出たカードをすべて獲得し、自分の前に裏向けて置く。それから、トリックの勝者から順に各自山札から1枚を取って手札に加える（山札が尽きた場合は何もしない）。前回のトリックの勝者が次のトリックをリードし、これを山札と手札がともに尽きるまでくりかえす。
もっとも多くの点数を取ったものがその回のプレイの勝者となる（同点が複数いるときは引き分け）。先に3勝したものが勝ちとなる。

## サイン
パートナーがいる場合、多くのラテン系のゲームがそうであるように、相手に見られないようにサインを送りあうことでパートナー同士が情報交換するのが望ましいとされる。通常は以下の方法で自分の手札中にある切り札の内容をパートナーに伝える。
| カード | サイン             |
| ------ | ------------------ |
| A      | 唇をひきしめる     |
| 3      | 口を片方に歪める   |
| 王     | 目玉を上に向ける   |
| 騎士   | 舌先を出して見せる |
| 歩兵   | 片方の肩を上げる   |

## 変種

### ブリスコラ・ア・キアマタ
ブリスコラ・ア・キアマタ（イタリア語: Briscola a chiamata）は、5人用の変種で、各競技者にすべてのカード（各自8枚）を配る。それからオークションを行う。オークションでは各自カードのランクを宣言する。この宣言の意味は、「自分は、切り札スートのこのカードを持つ人をパートナーにして勝利する」という意味である。より弱いランクを宣言することによって、前の人の宣言をオーバービッドできる。オークションに勝った競技者はデクレアラーとなる。デクレアラーは切り札を決定し、切り札の指定したランクのカードを持つ人がパートナーとなる。パートナーは自分がパートナーであることを他人に告げてはならない。場合によってはパートナーがいない（指定したカードをデクレアラー自身が持っている）こともある。
古典的なブリスコラと異なり、プレイは普通のトリックテイキングゲームと同様に進行する。すなわち、マストフォロールールが存在する。
デクレアラー側が61点以上を取ったら、デクレアラーは2点・そのパートナーは1点を得る。残り3人は1点ずつを失う。
デクレアラーがパートナーなしで61点以上を取ったら、デクレアラーが4点を得る。残り4人は1点ずつを失う。
デクレアラー側が61点未満の場合は、得点のプラスとマイナスが逆になる。
120点を全部取ることをカッポット（イタリア語: cappotto）といい、勝っても負けても点数が倍になる。

### スエカ
スエカ（Sueca）はポルトガルで遊ばれているブリスコラの変種で、ポルトガルで非常に人気があるほか、ポルトガル語圏のブラジルやアンゴラでも行われている。「スエカ」とは「スウェーデンの」という意味だが、なぜそういう名前なのかは不明である。フランス式のトランプから8・9・10を抜いた40枚を使用する。カードの順位が特殊で、Aの次に強いのは3ではなく7になっている。また、QとJの順序が逆になる。
| ランク | A  | 7  | K | J | Q | 6 | 5 | 4 | 3 | 2 |
| 点数   | 11 | 10 | 4 | 3 | 2 | 0 | 0 | 0 | 0 | 0 |

4人の競技者が2つのチームに分かれる。各競技者に10枚ずつの手札を配り、山札は存在しない。最後の1枚（ディーラーの手札）を表にし、このカードのスートが切り札となる。プレイは通常のトリックテイキングゲームと同様、マストフォロールールが存在する。チームの得点が61点から90点までなら1ゲームの勝ち、91点以上なら2ゲームの勝ちになる。4ゲーム先取した側が最終的な勝者になる。あるプレイですべてのトリックに勝つと、それ以降のプレイをせずに、勝ったチームが最終的な勝者になる。
両チームがともに60点のときは引き分けとなるが、次の回のプレイの勝者が1ゲーム多く獲得する。